# Френклин (Мичиген)
Френклин (енгл. Franklin) град је у америчкој савезној држави Мичиген.

## Демографија
По попису из 2010. године број становника је 3.150, што је 213 (7,3%) становника више него 2000. године.
| Група             | 2000.         | 2010.         |
| Белци             | 2.614 (89,0%) | 2.688 (85,3%) |
| Афроамериканци    | 149 (5,1%)    | 209 (6,6%)    |
| Азијати           | 105 (3,6%)    | 152 (4,8%)    |
| Хиспаноамериканци | 25 (0,9%)     | 42 (1,3%)     |
| Укупно            | 2.937         | 3.150         |